# Comuna Blîșceanka, Zalișciîkî
Blîșceanka (în ucraineană Блищанка) este o comună în raionul Zalișciîkî, regiunea Ternopil, Ucraina, formată din satele Blîșceanka (reședința) și Stavkî.

## Demografie
Componența lingvistică a comunei Blîșceanka
     Ucraineană (99,31%)
     Alte limbi (0,47%)
Conform recensământului din 2001, majoritatea populației comunei Blîșceanka era vorbitoare de ucraineană (99,31%), existând în minoritate și vorbitori de alte limbi.